# Sławek Jaskułke

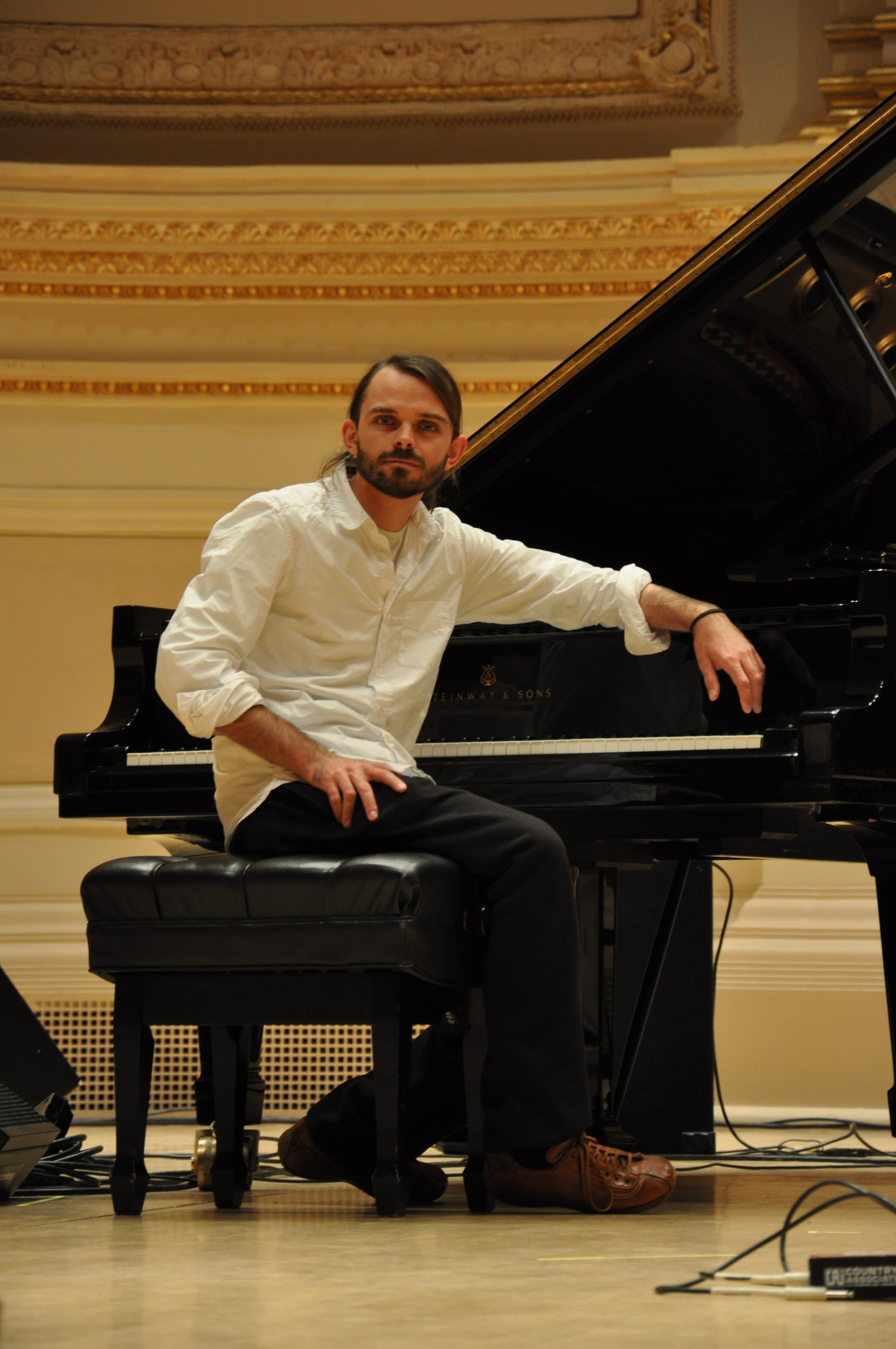
Sławek Jaskułke (2010)

Sławomir „Sławek“ Jaskułke (* 2. Januar 1979 in Puck) ist ein polnischer Jazzmusiker (Piano, Komposition). 

## Wirken
Jaskułke besuchte das musische Gymnasium und ist Absolvent der Abteilung für Jazz und Bühnenmusik der Stanisław-Moniuszko-Musikakademie in Gdańsk. Er begann seine Karriere in der Band des Klarinettisten Emil Kowalski. Langjährig gehörte er zur Band von Zbigniew Namysłowski, arbeitete aber auch mit Krzesimir Dębski, Michal Urbaniak, Petr Cancura, Furio Di Castri, Urszula Dudziak, David Fiuczynski, L.U.C, Janusz Muniak, David Murray, Adam Pierończyk, Tomasz Szukalski, Tymon Tymański und Eric Vloeimans.
Seit 2001 legte Jaskułke Alben unter eigenem Namen vor. Er trat beim North Sea Jazz Festival, beim Jazzfest Berlin, beim Jazz Jamboree und zuletzt auch bei Festivals in Japan auf. 2010 trat er bei der Weltausstellung in Shanghai auf und präsentierte die Uraufführung seines Konzerts Chopin für fünf Klaviere. Er hat Klavier-, Orchester-, Theater- und Filmmusik komponiert.

## Preise und Auszeichnungen
Jaskułke war Preisträger des 5. Jazz-Standard-Wettbewerbs in Siedlce und gewann den ersten Preis und den Preis für den besten Instrumentalisten der 6. polnischen jungen Jazz- und Blues-Bands in Gdynia. Er erhielt den „Schlüssel zur Karriere“ des 27. Pommerschen Jazzherbstes, den Preis der Sendung „Pegaz“ von Telewizja Polska in der Kategorie Musik für künstlerische Leistungen 2001 und den Preis der Polnischen Vereinigung der Musikliebhaber in Łódź in der Kategorie „Neue Hoffnung 2001“. Die Zeitschrift Jazz Forum zeichnete ihn 2001 und 2002 gleichfalls in der Kategorie „Hoffnung des Jahres“ aus.

## Diskographische Hinweise
- Music on Canvas (Sea 2020)
- Park.Live, Nature Concrete Music Vol.I (Sea 2020)
- Sławek Jaskułke Sextet: Komeda Recomposed (2018)
- Senne (2016)
- Moments (Universal 2013)
- Sławek Jaskułke, Piotr Wyleżoł DuoDram: Live Concert for 2 Grand Pianos (Fonografika 2011)
- Przemek Dyakowski, Leszek Możdżer, Sławek Jaskułke: Melisa (Outside Music 2007)
- Jaskułke & Hanseatica Chamber Orchestra, Fill The Harmony Philharmonics
- Sławek Jaskułke, 3yo, Sugarfree
- Live from Gdynia Summer Jazz Days 2001